# Тајсајл
Тајсајл (њем. Theisseil) општина је у њемачкој савезној држави Баварска. Једно је од 38 општинских средишта округа Нојштат ан дер Валднаб. Према процјени из 2010. у општини је живјело 1.219 становника. Посједује регионалну шифру (AGS) 9374160.

## Географски и демографски подаци
Тајсајл се налази у савезној држави Баварска у округу Нојштат ан дер Валднаб. Општина се налази на надморској висини од 557 метара. Површина општине износи 21,4 km². У самом мјесту је, према процјени из 2010. године, живјело 1.219 становника. Просјечна густина становништва износи 57 становника/km².